# 米欣蘭卡航空
米欣蘭卡航空，也譯「MIHIN航空」，是斯里蘭卡一家國營廉價航空公司，成立於2006年，啟航於2007年，負責經營來往於杜拜、印度以及東南亞地區的主要航線。該公司為斯里蘭卡政府所有，後於2016年10月30日終止營運，原企業資產及全部機組人員均併入斯里蘭卡航空。

## 機隊
- 1架A320
- 1架A321

## 腳註
1. ↑  該公司沒有任何正式中文譯名，常見華文頭銜多為半譯或直接不譯，鮮少有對應音譯。（蘭卡）為南亞姓氏之一。

## 另見
- 斯里蘭卡航空
- 錫蘭航空（英语：Air Ceylon）

## 外部連結
- MIHIN航空公司